# Saint-Laurent-des-Arbres
Saint-Laurent-des-Arbres är en kommun i departementet Gard i regionen Occitanien i södra Frankrike. Kommunen ligger i kantonen Roquemaure som tillhör arrondissementet Nîmes. År 2022 hade Saint-Laurent-des-Arbres 2 984 invånare.

## Befolkningsutveckling
Antalet invånare i kommunen Saint-Laurent-des-Arbres
Referens:INSEE